# Nicolau Hagioteodoret
Nicolau Hagioteodoret (Nicolaus, Hagiotheodoretus, Nikólaos Νικόλαος) fou un bisbe grec del segle xii.
Fou bisbe d'Atenes durant el regnat de l'emperador Manuel I Comnè (1143-1180). És conegut i reconegut com a jurista i va escriure un comentari sobre la Basilica (Fabricius, Bibl. Graec. vol. 11. pàgina 633.).